# Apparently, I'm Nothing
Apparently, I'm Nothing è il secondo EP del gruppo musicale statunitense State Champs. L'album è stato inizialmente autoprodotto nel 2011 e successivamente pubblicato il 27 aprile dello stesso anno dalla Ice Grill$. Le ultime cinque tracce sono rifacimenti delle tracce precedentemente pubblicate nell'EP 2010.

## Tracce
1. How It Used To Be – 2:30
2. Hot And Bothered – 3:03
3. I Would Try – 2:19
4. If It Helps You Focus – 3:12
5. The Record – 3:01
6. Shades Of Gray – 3:13
7. Rooftops – 2:27
8. Small Talk – 4:17
9. Stick Around – 3:36

Durata totale: 27:38

## Formazione
- Derek DiScanio – voce
- Tyler Szalkowski – chitarra, cori
- William Goodermote – basso
- Dave Fogarty – chitarra
- Matt Croteau – batteria